# Dołna Mitropolija
Dołna Mitropolija (bułg. Долна Митрополия) – miasto w Bułgarii, w obwodzie Plewen. Centrum administracyjne  gminy Dołna Mitropolija